# Rema (bướm đêm)
Rema  là một chi bướm đêm thuộc họ Erebidae.

## Species
- Rema costimacula (Guenée, 1852)
- Rema tetraspila (Walker, 1865)